# Seleção Eritreia de Futebol
A Seleção Eritreia de Futebol representa a Eritreia nas competições de futebol da FIFA. Ela é também filiada à CAF e à CECAFA. Não se classificou ainda para Copas do Mundo ou para a Copa Africana de Nações.

## História
A primeira partida da história da Eritreia foi em 1992, quando foi convidada para disputar um amistoso contra o Sudão, que terminou empatado em 1 a 1.
Já como país independente, a Eritreia participou de seu primeiro torneio: a Copa CECAFA de 1994, mesmo com a ENFF (Federação Nacional de Futebol da Eritreia) ainda não sendo instalada oficialmente.
Em 1996, a ENFF foi reconhecida como o órgão responsável pelo futebol eritreu, e se filiou à FIFA em 1998, ano em que os eritreus participaram de mais uma edição da Copa CECAFA, a primeira sob regência da ENFF e da FIFA.
Desde então, os Garotos do Mar Vermelho participaram de todas as Eliminatórias para a Copa do Mundo (exceto nas edições de 2010 e 2026, quando desistiu antes do início) e da Copa Africana de Nações (desistiu também para as Eliminatórias de 2010, além de não ter se inscrito para as edições de 2012 e 2013), além de outras participações na Copa CECAFA.

## Participações

### Copas do Mundo
- 1930 a 1938 - Era parte da Itália
- 1950 a 1990 - Era parte da Etiópia
- 1994 a 1998 - Não era membro da FIFA
- 2002 a 2006 - Não se classificou
- 2010 - Não se inscreveu
- 2014 a 2022 - Não se classificou
- 2026 - Desistiu de participar

### Copa Africana de Nações
- 1957 a 1992 - Era parte da Etiópia
- 1994 a 1998 - Não era membro da CAF
- 2000 a 2008 - Não se classificou
- 2010 - Desistiu de participar
- 2012 a 2013 - Não se inscreveu
- 2015 - Desistiu de participar
- 2017 a 2021 - Não se inscreveu
- 2023 - Desistiu de participar

## Recordes
- Atualizado até 22 de janeiro de 2020

Jogadores em negrito ainda em atividade.
| # | Jogador                   | Partidas | Gols | Período na seleção |
| - | ------------------------- | -------- | ---- | ------------------ |
| 1 | Yidnekachew Shimangus     | 23       | 6    | 1998–2007          |
| 2 | Yonas Fesehaye            | 19       | 5    | 1999–2007          |
| 3 | Natnael Mesfun Zeru       | 16       | 0    | 1998–2003          |
| 4 | Abel Afeworki             | 13       | 0    | 1998–2002          |
| 5 | Efrem Bain Kaleb          | 12       | 0    | 1998–2006          |
| 6 | Fassil Abreha             | 11       | 3    | 1999–2003          |
| 6 | Berhane Aregai            | 11       | 5    | 2002–2007          |
| 8 | Elias Debesa              | 9        | 0    | 1999–2007          |
| 8 | Amanuel Iyassu            | 9        | 1    | 1998–2000          |
| 8 | Kibrom Solomon            | 9        | 0    | 2019–              |
| 8 | Ali Sulieman              | 9        | 3    | 2019–              |
| 8 | Robel Teklemichael        | 9        | 0    | 2019–              |
| 8 | Ablelom Teklezghi         | 9        | 0    | 2019–              |
| 8 | Robel Kidane Tesfamichael | 9        | 0    | 1999–2000          |
| 8 | Efrem Tewolde             | 9        | 0    | 1998–1999          |
| 8 | Filmon Tumzghi            | 9        | 0    | 2019–              |

| # | Jogador               | Gols | Partidas | Média por jogo | Período na seleção |
| - | --------------------- | ---- | -------- | -------------- | ------------------ |
| 1 | Yidnekachew Shimangus | 6    | 23       | 0.23           | 1998–2007          |
| 1 | Berhane Aregai        | 5    | 11       | 0.45           | 2002–2007          |
| 1 | Yonas Fesehaye        | 5    | 19       | 0.26           | 1999–2007          |
| 4 | Testfaldet Goitom     | 3    | 8        | 0.38           | 2003–2009          |
| 4 | Ali Sulieman          | 3    | 9        | 0.33           | 2019–              |
| 4 | Fassil Abreha         | 3    | 11       | 0.27           | 1999–2003          |
| 7 | Elmon Temekribon      | 2    | 1        | 2              | 2007               |
| 7 | Robel Kidane          | 2    | 7        | 0.29           | 2015–              |
| 7 | Suleman Mohamed       | 2    | 7        | 0.29           | 2003–2007          |
| 7 | Abiel Okbay           | 2    | 8        | 0.25           | 2019–              |

## Treinadores
- Tekie Abraha (1991–1996)
- Mushir Osman (1998–1999)
- Tekie Abraha (1999–2000)
- Yılmaz Yücetürk (2000–2002)
- Negash Teklit (2002, interino)
- Vojo Gardašević (2002)
- Tekie Abraha (2003)
- Mrad Abdul Tesfay (2004)
- Dorian Marin (2006–2007)
- René Feller (2007–2008)
- Negash Teklit (2009–2012)
- Omar Ahmed Hussein (2013–2015)
- Alemseged Efrem (2015–2020)[7]
- Ermias Tewelde (2024-)[3]